# ALWEG

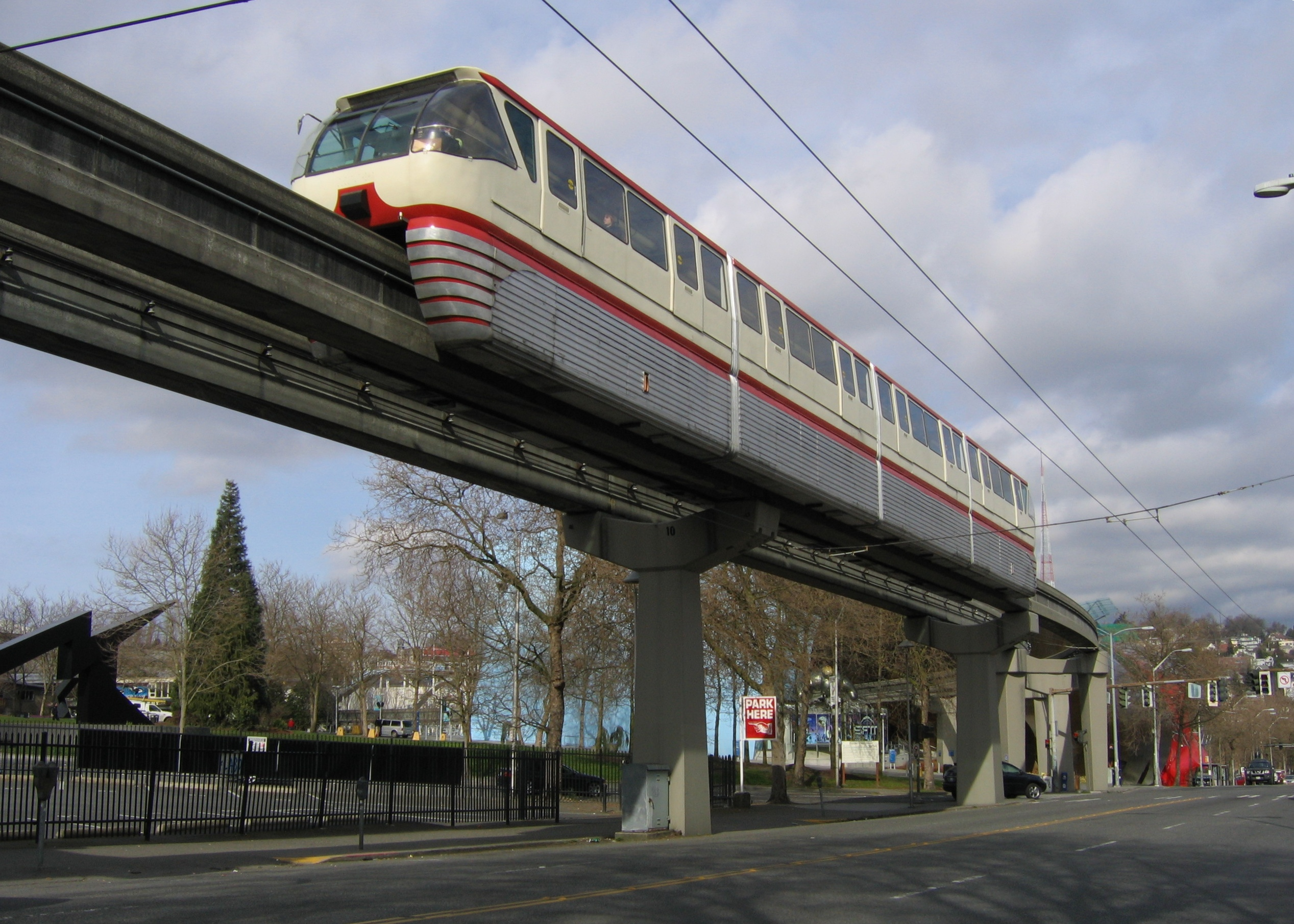
シアトル・センター・モノレールの赤編成
ALWEG社製モノレールはこれと同線の青編成が残るのみ

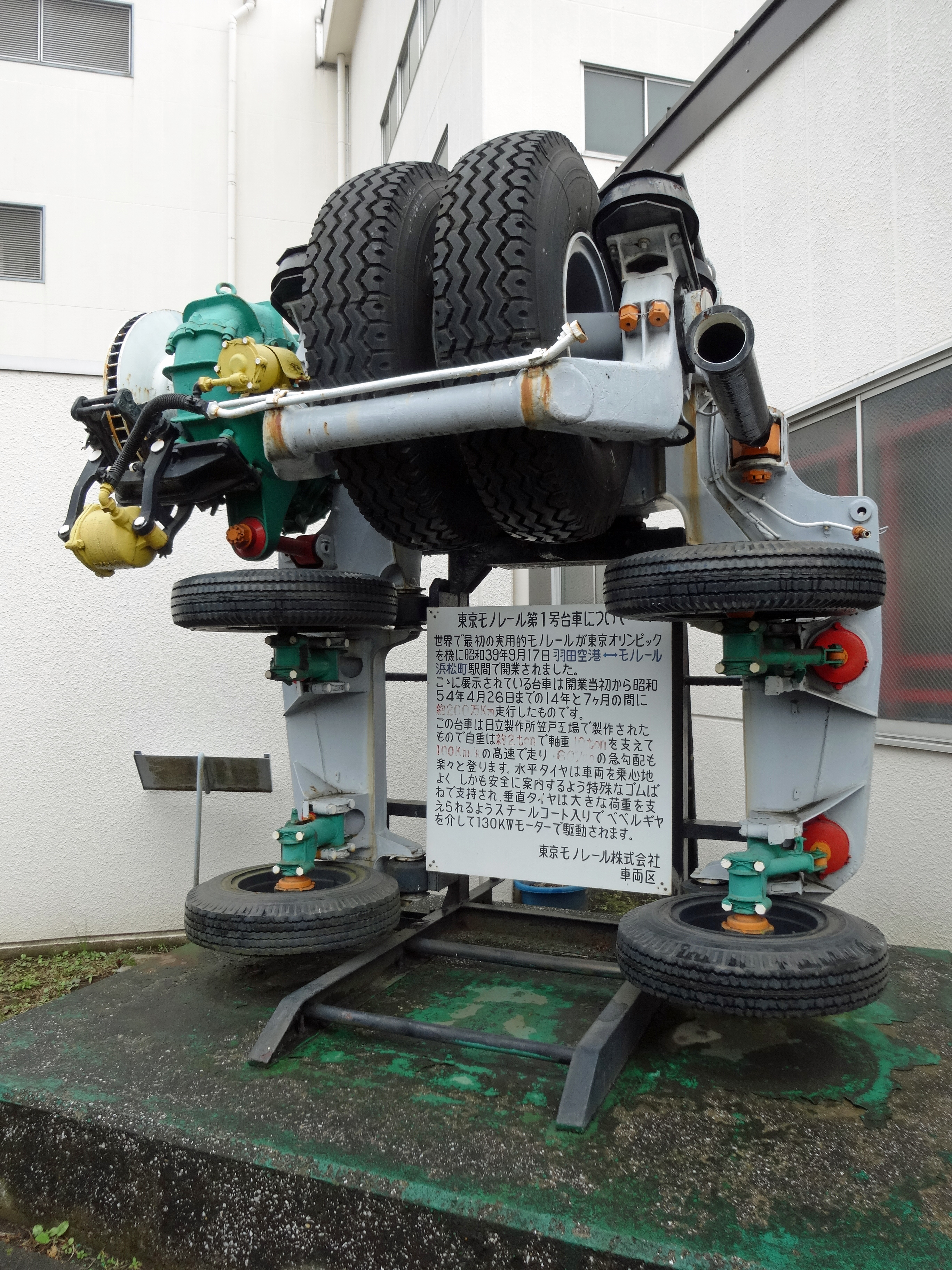
東京モノレール100形グループの台車

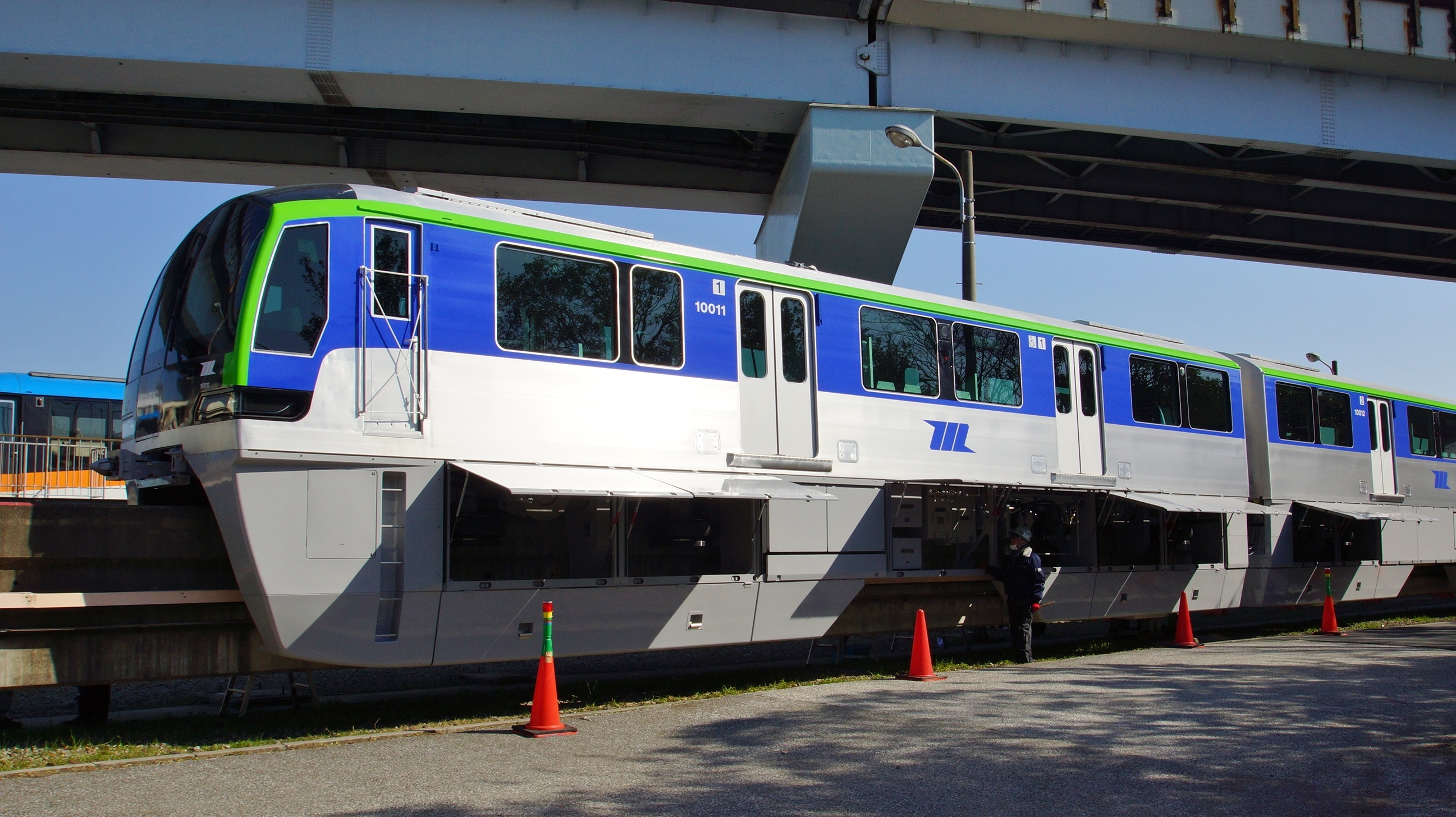
東京モノレール10000形電車
ボギー台車を装備しており、原型のアルウェーグ式とは異なる。

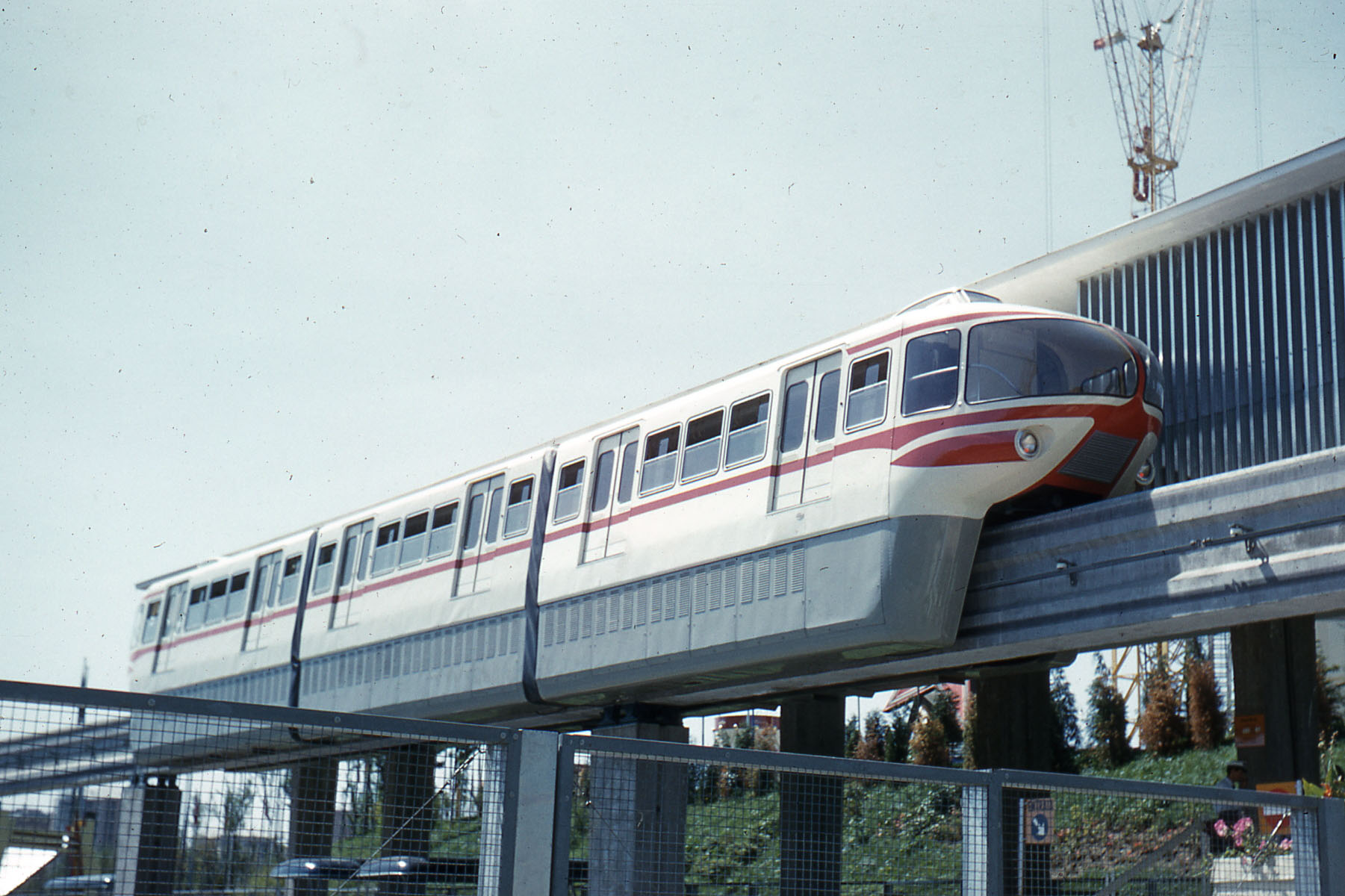
1961年のトリノ国際博覧会で会場の連絡に使われたモノレール（現存せず）

ALWEG（Axel Lennart Wenner-Gren、アルヴェーグ、アルウェーグ）は、ドイツのモノレールの事業体および同社の開発したモノレールの形式のことである。名称はこれを事業化したアクセル・レンナルト・ヴェナー＝グレンのアクロニムに由来する。

## 概要
1950年にジョン・A・ヘスティングが、ロサンゼルスに導入する予定の新しい公共交通機関の調査を始めたところから始まる。元々、線路にまたがる方式（跨座式）モノレールの特許は、ドイツ人技術者のレシャー (Ernst Karl Roscher) が持っていたが、第二次世界大戦で消息不明になったため、アクセル・レンナルト・ヴェナー＝グレン (Axel Lennart Wenner-Gren) が事業を始めた。そのため、頭文字を取って「ALWEG」（日本語表記ではアルヴェーグもくはアルウェーグ）と呼ばれるようになった。事業体は1951年に交通機関研究所 (Verkehrsbahn-Studiengesellshaft) が設立され、さらに1953年にアルヴェーグ開発 (Alweg-Forschung GmBH) と名前を変えた。
1961年5月1日から10月31日まで、イタリアのトリノで開催されたトリノ国際博覧会では会場の連絡に使われた。1962年には、アメリカ合衆国のシアトルでシアトル万国博覧会の開催に合わせてアルヴェーグ式モノレールが開業し、1964年には日本の東京で東京モノレールが開業した。なお、ヴェナー＝グレンは1961年11月に死去しており、ALWEG社ものちに倒産している。
アルヴェーグ式モノレールの特徴は、空気入りタイヤをはめた車輪で走行することにある。そのため、車両総重量を支えるゴムタイヤは負担力を十分に考慮した寸法とする必要があり、車内に大きなタイヤハウスが張り出すという欠点がある。また、軌道桁の上辺の走行路は、エポキシ樹脂混合物を上塗りとしているものと鋼板床を敷いているものがある。また、軌道桁は、太い中空I字型のプレストレスト・コンクリート製としているが、交差点などの長い径間を必要とする場所では鋼製桁としており、支持する支柱の支柱間隔は15 - 22mとしている。この方式は名鉄モンキーパークモノレール線（1962年 - 2008年）で採用されたのち、よみうりランド（1964年 - 1978年）や東京モノレール（1964年 - ）で採用された。これら日本国内で用いられた方式は日立製作所が携わったことから日立アルヴェーグ（アルウェーグ）式とも呼ばれる。
アルヴェーグ式はボギー台車を装備しないため車両の大型化が難しく、また前述のようにゴムタイヤの収納スペース（タイヤハウス）が車内に張り出すなどの欠点もあり、以後の日本国内の跨座式モノレールの建設は、1970年（昭和45年）に日本万国博覧会で用いられ、これらの欠点を解消した日本跨座式で進められることになった。ゆえに、アルヴェーグ式と日本跨座式とは似た面もあるものの別物であるといえる。この日本跨座式は、懸垂式（サフェージュ式）とともに日本モノレール協会が運輸省より委託研究を受けまとめたものである。
アルヴェーグ式モノレールの長所
- 高架化が容易であり、占有する敷地面積が小さい。この点は、市街地が形成された後に軌道系交通機関を作るときに、大きなメリットとなる。
- 高架化する際の構造物の規模が小さくなり、建設費が安く済む。
- ゴムタイヤを使用するので鉄道の二条式レールを使うものと比べ、騒音公害が少なく、急勾配にも支障がない[3]。また、走行輪には幅の狭いダブルタイヤを使用するため、鉄軌式鉄道より半径の小さい曲線でも走行が可能である。
- （特に日本跨座式と比較した場合）重心が低く、高速運転の面で有利である[4][5]。

アルヴェーグ式モノレールの短所
- 走行路が軌道桁の1本であるため、台車（走行装置）には、走行車輪の他に案内車輪や安定車輪が必要となり、1つの台車にゴムタイヤを10本程度装備するため、車両の機構がやや複雑となり、車両の価格も高価となる。
- 鉄道の二条式レールを使うものと比べて、高速性能が劣り、ゴムタイヤを使用する場合には転がり抵抗が鉄車輪よりも大きく、そのため動力費が嵩む。
- ゴムタイヤを使用するので鉄車輪式よりも単位走行距離毎の磨耗が早いので交換周期が短く、稼働率の低下と維持費を押し上げる一因となる。
- ゴムタイヤを使用するので鉄道の鋼製車輪より荷重負担力が小さいため、車両の収容力は普通鉄道より小さい。とくにボギー台車を用いない原型のアルヴェーグ式ではこの点が顕著である[2]。
- 跨座式モノレールでは踏切を作ることができない。高架化する場合にはこれは欠点にならないが、初期の地表近くに設けられる跨座式モノレールにとっては重大な欠点となった。
- 高架路線なので車輌故障などが起きた際に、乗客を避難させるのがむずかしい。
- 分岐器は、重い軌道桁を移動させる方式のため、規模が大きく構造が複雑となり、転換に若干の時間を要する。そのため、分岐が開発されないままに終わった方式さえ少なくない。これは重大な欠点であり、モノレール・ソサエティでは反論のページ[6]を設けているほどである。また、分岐器への列車の冒進は大事故となり、その後の復旧も容易ではない。
- ゴムタイヤを収納するスペース（タイヤハウス）が車内に大きく張り出す。このスペースは座席や荷物置き場としても利用されるが[7]、デッドスペースとなることは避けられない。日本跨座式ではこのタイヤハウスの上面まで床位置を上昇させることでこの問題を解決しているが、高重心となるために高速運転の面では不利となる。

## ケルンでの試験
1952年から1960年代半ばまで、西ドイツ（当時）のケルン市郊外フューリンゲン（en:Fühlingen）にて走行試験を行っていた。
この試験線は1967年に撤去され、跡地は公園になっている。
試験線の痕跡はわずかに残るのみである。
現在は、試験線が存在したことを示す案内板と、画家ヴォルフガング・シーファー(Wolfgang Schieffer)の描いたモノレールのモニュメントが設置されている。

### 一次試験線
1952年建設。軌道と車両は縮尺2/5の小型のもの。
一周1.7kmの長円形。曲線部の半径は135mで、最大45度のカントが付けられていた。
直線部には車庫線に入るためのビーム可動式の大規模な分岐器があった。
プラットホームはなく、試験車両には移動式のタラップから乗り降りした。

#### 鉄輪・鉄軌道方式
アルヴェーグ式モノレールの特徴はコンクリート製の軌道をゴムタイヤで走行することであるが、この特徴は最初から備わっていたものではなかった。
建設当初の一次試験線はコンクリート製の軌道桁であったが、上面に1本、側面に4本の鋼板製レールが敷かれていた。
当初の試験車両も鉄輪式であった。
フラットな床面の下に、小径鉄輪の2軸ボギー台車をそなえた車体傾斜式車両の3両編成で、重心は低く、高速走行に特化したものであった。
1952年10月8日に公開デモンストレーション走行が行われている。

#### ゴムタイヤ・コンクリート軌道方式
1955年頃に製造された4番目の試験車両は、3両編成でゴムタイヤ式であった。
軌道も鋼板製のレールが撤去され、コンクリート上をじかに走行するように変更された。
ただし、当時のゴムタイヤの技術制約上、車輪の直径が大きくなり、ボギー台車を採用することができず、単軸固定台車となった。
また、タイヤハウスが車内に大きく張り出すことになった。

### 二次試験線
1956年 - 1957年に、コンクリート製の軌道をゴムタイヤで走行する方式でフルサイズの試験線が建設された。
延長約1.8kmで緩いカーブを描き、両端が行き止まりだった。
車庫の部分に分岐器が設置された。この分岐器は一次試験線のものよりは小型化されていたが、まだ規模の大きなものだった。
試乗用の駅・プラットホームが整備され、通常の電車と同じように2両編成の試験車両に乗り降りすることができた。
また、一か所で公道と立体交差しており、一般人でも試験線と試験車両を間近に見ることができた。
1957年7月23日に公開され、以後、多くの報道機関、見学者がこの試験線を訪れた。
1957年10月17日には、地元ケルン出身の西独首相コンラート・アデナウアーが試乗した。
当日はヴェナー＝グレン自身がアデナウアー首相をもてなし、試験車両の運転席に並んで座った。
ウォルト・ディズニーは1958年のドイツ旅行時にこの二次試験線を見学し、ディズニーランドにアルヴェーグ式モノレールを導入する際の参考にしている。

## 日本のアルヴェーグ式モノレール路線
| 事業者名       | 所在地           | 路線名                     | 路線延長 | 開業日        | 廃止日         |
| -------------- | ---------------- | -------------------------- | -------- | ------------- | -------------- |
| 東京モノレール | 東京都           | 東京モノレール羽田空港線   | 17.8 km  | 1964年9月17日 |                |
| 名古屋鉄道     | 愛知県           | モンキーパークモノレール線 | 1.2 km   | 1962年3月21日 | 2008年12月28日 |
| よみうりランド | 東京都・神奈川県 | よみうりランドモノレール   | 2.9 km   | 1964年1月1日  | 1978年11月30日 |

## 年表

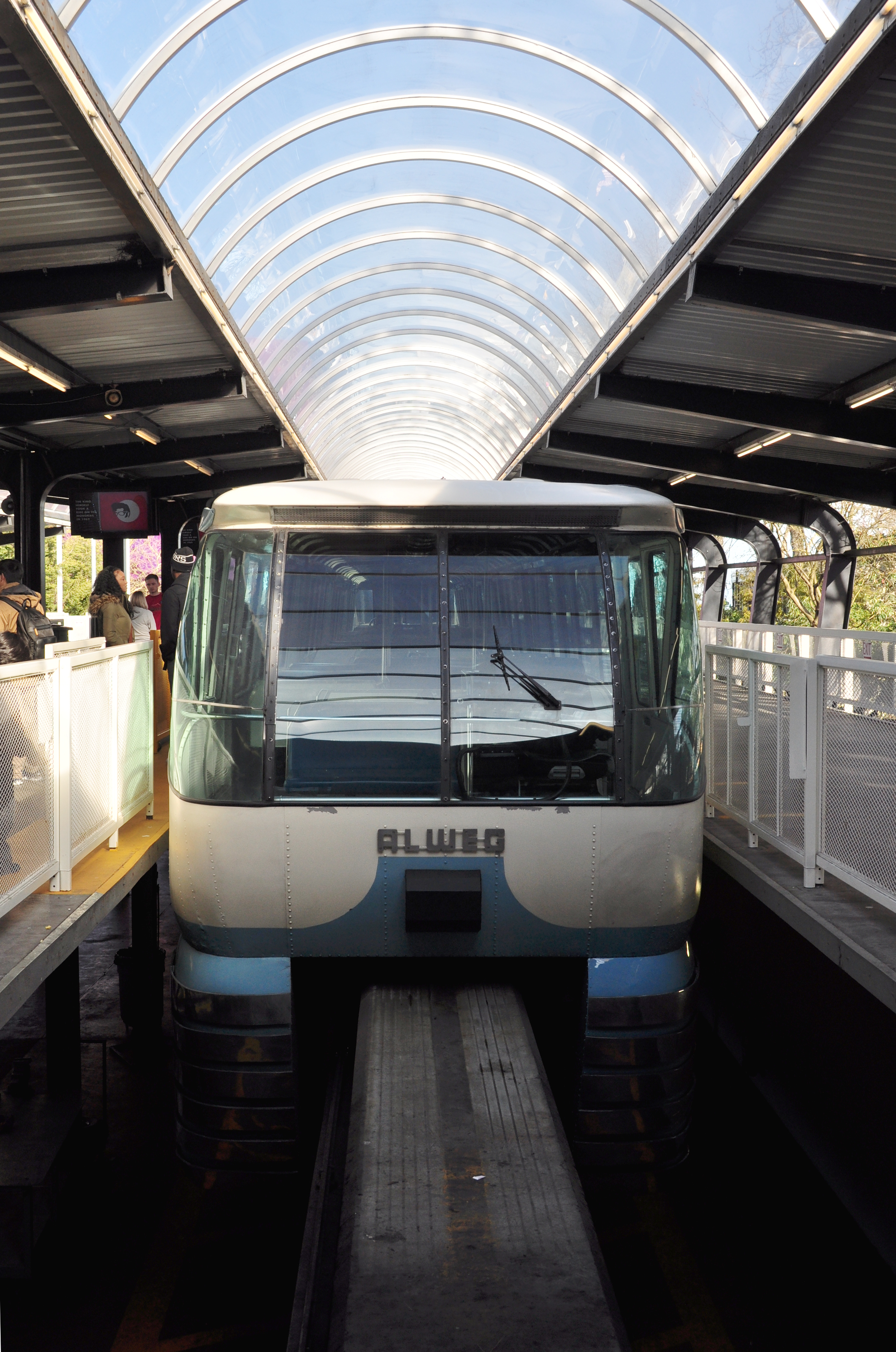
シアトル・センター・モノレールの青編成
前面窓下に"ALWEG"のエンブレムがつけられている

- 1952年 - 西ドイツのケルン市郊外フューリンゲンに、アルヴェーグ式モノレールの縮尺2/5の試験線を建設。
- 1957年 - フューリンゲンにアルヴェーグ式モノレールのフルサイズの試験線を建設。
- 1959年 - アメリカ合衆国のディズニーランドにおいて、ディズニーランド・モノレールが実用的交通機関として開業した。
- 1961年 - イタリアのトリノで開催されたトリノ国際博覧会で、アルヴェーグ式モノレールが運行。
- 1962年 - アメリカ合衆国のシアトルで開催されたシアトル万国博覧会にあわせて、シアトル・センター・モノレールが開業。
- 1964年 - 日本の東京で東京モノレールが開業。
- 1970年 - 日本の大阪で開催された万国博覧会会場にて、会場内の移動用として一周4.3 kmのアルヴェーグ式モノレールが3月14日から9月13日まで運行された（大阪万博の交通#万博会場内の交通機関も参照）。アルヴェーグ式をベースにした日本跨座式を初めて採用した路線で、日本万国博覧会協会より東京急行電鉄が運営を受託し運行した。
- 1971年10月1日 - アメリカ合衆国のウォルト・ディズニー・ワールド・リゾートの開園にあわせてウォルト・ディズニー・ワールド・モノレール・システムが開業。